# Juan Alonso Pérez de Guzmán (1342-1396)
Juan Alonso Pérez de Guzmán (Sevilla, 20 de diciembre de 1342-Sevilla, 5 de octubre de 1396) fue un noble castellano perteneciente a la casa de Medina Sidonia, IV señor de Sanlúcar, IV señor de Ayamonte, Lepe y La Redondela y I conde de Niebla.

## Biografía
Era hijo de Juan Alonso Pérez de Guzmán, II señor de Sanlúcar, y de su segunda mujer Urraca Osorio, hija de Álvar Núñez Osorio, conde de Trastámara. A la muerte el 30 de mayo de 1365 de su hermano de padre de Alonso Pérez de Guzmán, III señor de Sanlúcar, el rey Pedro I de Castilla confirmó a Juan Alonso, por privilegio de 3 de junio de 1365, todas las mercedes que había disfrutado su hermano que no había tenido descendencia.
A pesar de esto, Juan Alonso mantenía una actitud hostil hacia el monarca debido a la crueldad demostrada hacia miembros de su linaje y hacia la nobleza sevillana. Esta nobleza sevillana apoyó a Enrique de Trastámara, el futuro Enrique II, cuando este se proclamó rey el 5 de abril de 1366, y no permitió que el rey Pedro permaneciera en la ciudad «cuando se retiraba ante el avance de su hermanastro quien, por el contrario, fue recibido jubilosamente allí en los primeros días de junio».
Después de la derrota de Enrique de Trastámara en la batalla de Nájera, el rey Pedro se vengó y, aparte de mandar a ejecutar a Juan Ponce de León, señor de Marchena, fue el responsable de la muerte de Urraca Osorio, la madre de Juan Alonso, que fue encerrada en Carmona y torturada hasta morir. El monarca también mandó a destruir el archivo de la casa de los señores de Sanlúcar y otros bienes de la familia en Sevilla. Mientras esto ocurría, Juan Alonso se encontraba en Alburquerque donde él y Gonzalo Mexías, maestre de la Orden de Santiago, dirigían la resistencia en la baja Extremadura.
En plena guerra entre el rey Pedro y su hermanastro, el 1 de mayo de 1368 Enrique de Trastámara le concedió a Juan Alonso la ciudad de Niebla y el título condal, así como la autorización para fundar mayorazgo, mercedes que fueron ratificadas posteriormente en 1371, después de la muerte del rey Pedro en 1369.

## Semblanza
Fernán Pérez de Guzmán en sus Generaciones y Semblanzas, describe al conde Juan Alonso como «alto de cuerpo y de buena forma, blanco e rubio». Dice que no fue «entremetido en las cortes ni en los palacios de los reyes, ni fue hombre que por regir e valer se trabajase mucho»". y añade que era «muy cortés e mesurado, e tanto llano e igual a todos que amenguaba su estado en ello... Fue muy franco e mucho acogedor de los buenos», que prefería «darse a vida alegre e deleitable» que gobernar o estar metido en política, y que era «muy amado...por la gran dulzura e benignidad de su condición, e por la franqueza e liberalidad que ovo».

## Matrimonio y descendencia
Contrajo un primer matrimonio con Juana Enríquez, hija de Fernando Enríquez —hijo de Enrique Enríquez el Mozo y Juana de Guzmán, hermana de Leonor de Guzmán, la madre de Enrique II—, y de Sancha Ponce de Cabrera, hija a su vez de Juan Ponce de Cabrera y de Inés Pérez de Arana. Sancha Ponce de Cabrera en su testamento otorgado el 27 de febrero de 1381, designó a Juana, la única hija habida de su matrimonio, como su heredera universal. No hubo descendencia de este matrimonio.
El conde se casó en segundas nupcias en 1390 con Beatriz de Castilla, también llamada Beatriz Ponce, hija ilegítima de Enrique II y de su amante Beatriz Ponce de León. Fueron padres de:
- Enrique de Guzmán,[8] que se llamó igual que su abuelo materno.[11] Fue V señor de Sanlúcar y II conde de Niebla, II señor de Lepe y La Redondela.
- Alfonso Pérez de Guzmán y Castilla,[12] V señor de Ayamonte, Lepe y La Redondela.
- Juan Alonso Pérez de Guzmán, el Póstumo (m. 1433),[13][12] I señor de Beniájar y de la Torre de la Reina, casado en 1411 en Córdoba con Leonor López de Hinestrosa (m. junio de 1477),[14][15] hija de Ruy Gutiérrez de Hinestrosa, señor de la villa de Teba, alcalde mayor de Toledo, y de Leonor López de Córdoba, camarera mayor de la reina Catalina de Lancáster,[15] hija de Martín López de Córdoba,[14] maestre de la Orden de Calatrava y de la Orden de Alcántara, genearcas de los Guzmanes de Córdoba[16] y antepasados de los condes de Menado Alto.

Tuvo el conde tres hijos ilegítimos:
- Pedro Núñez de Guzmán, a quien su padre en su testamento, fechado el 3 de octubre de 1396, le deja una manda de 4000 doblas de oro «en enmienda de los buenos servicios que me hizo e del tiempo que ha estado y está en rehenes por servicio de mi señor el rey y por mi mandado».[15] Fue uno de los rehenes entregados por el rey castellano a Juan de Gante, duque de Láncaster, cuando se firmó el tratado de Bayona en 1388. No recuperó la libertad hasta 1390.[17]
- Mayor de Guzmán, casada con Fernán Dantes, antiguo maestre de la Orden de Santiago en Portugal.[18]
- Leonor de Guzmán, casada con Juan de Zúñiga, sobrino de Diego López de Zúñiga.[15]

| Predecesor: Alonso Pérez de Guzmán | Señor de Sanlúcar 1365-1396 | Sucesor: Enrique de Guzmán |
| Título de nueva creación           | Conde de Niebla 1368-1396   | Sucesor: Enrique de Guzmán |